# Беркулейка
Беркулейка (рос. Беркулейка) — селище в Кузоватовському районі Ульяновської області Російської Федерації.
Населення становить 61 особу. Входить до складу муніципального утворення Безводовське сільське поселення.

## Історія
Від 2004 року входить до складу муніципального утворення Безводовське сільське поселення.

## Населення
| 2010 |
| ---- |
| 61   |